# Зеда Месхеті
Зеда Месхеті (груз. ზედა მესხეთი) — село в Грузії.
За даними перепису населення 2014 року в селі проживає 1043 особи.